# Les Fessey
Les Fessey ist eine französische Gemeinde mit 129 Einwohnern (Stand: 1. Januar 2022) im Département Haute-Saône in der Region Bourgogne-Franche-Comté.

## Geographie
Les Fessey liegt auf einer Höhe von 367 m über dem Meeresspiegel, zehn Kilometer östlich von Luxeuil-les-Bains und etwa 35 Kilometer nordöstlich der Stadt Vesoul (Luftlinie). Das Dorf erstreckt sich im nordöstlichen Teil des Departements, in den westlichen Ausläufern der Vogesen, leicht erhöht am südlichen Rand der Talniederung des Breuchin.
Die Fläche des 5,54 km² großen Gemeindegebiets umfasst einen Abschnitt der von Tälern durchzogenen Plateaulandschaft am Westrand der Vogesen. Die nördliche Grenze verläuft inmitten des Tals des Breuchin, der hier mit mehreren Windungen durch eine Alluvialniederung nach Westen fließt. Die Talaue liegt auf durchschnittlich 345 m und weist eine Breite von ungefähr zwei Kilometern auf.
Vom Flusslauf erstreckt sich das Gemeindeareal südwärts über die Talniederung bis auf die angrenzende Höhe des Plateau des Mille Étangs. Die Landschaft ist gegliedert in Tälchen und Kuppen (Haut de la Côte, 429 m; Monts Chetons, 439 m). Sie zeigt ein lockeres Gefüge von Weideland und Wald. In Muldenlagen befinden sich zahlreiche kleine Seen, die überwiegend natürlichen Ursprungs sind und während der Eiszeit durch Gletscherschliff entstanden. Einige Weiher wurden von den Mönchen seit dem 11. Jahrhundert zur Fischzucht angelegt. Mit 486 m wird auf der Höhe der Grande Forêt die höchste Erhebung von Les Fessey erreicht. In geologisch-tektonischer Hinsicht ist das Plateau aus kristallinem Grundgestein aufgebaut. Auf den Hochflächen finden sich glaziale Ablagerungen aus dem Pleistozän. An einigen Orten tritt auch Buntsandstein der unteren Trias zutage. Ganz im Süden reicht der Gemeindeboden bis zur Talmulde der Lanterne. Das gesamte Gemeindegebiet gehört zum Regionalen Naturpark Ballons des Vosges.
Les Fessey besteht aus folgenden Ortsteilen:
- Les Fessey-Dessous (353 m) am Südrand der Talebene des Breuchin
- Les Fessey-Dessus (367 m) leicht erhöht über der Talebene des Breuchin
- Les Granges-Fouillots (433 m) auf dem Plateau des Mille Étangs

Nachbargemeinden von Les Fessey sind Sainte-Marie-en-Chanois im Norden, La Voivre im Osten, La Lanterne-et-les-Armonts, Belmont und La Corbière im Süden sowie La Proiselière-et-Langle im Westen.

## Geschichte
Erstmals urkundlich erwähnt wurde Les Fessey im Jahr 1254. Der Ortsname leitet sich vom lateinischen Personennamen Festius ab. Im Mittelalter gehörte das Dorf zur Freigrafschaft Burgund und darin zum Gebiet des Bailliage d’Amont. Die lokale Herrschaft hatten die Herren von Faucogney inne. Zusammen mit der Franche-Comté gelangte der Ort mit dem Frieden von Nimwegen 1678 definitiv an Frankreich. Der heutige Ortsname ist erst seit 1962 offiziell; vorher nannte sich die Gemeinde Fessey-Dessous-et-Dessus. Heute ist Les Fessey Mitglied des Gemeindeverbandes Communauté de communes des 1000 étangs. Sie gehört zur Pfarrei Sainte-Marie-en-Chanois und besitzt keine eigene Kirche.

## Sehenswürdigkeiten

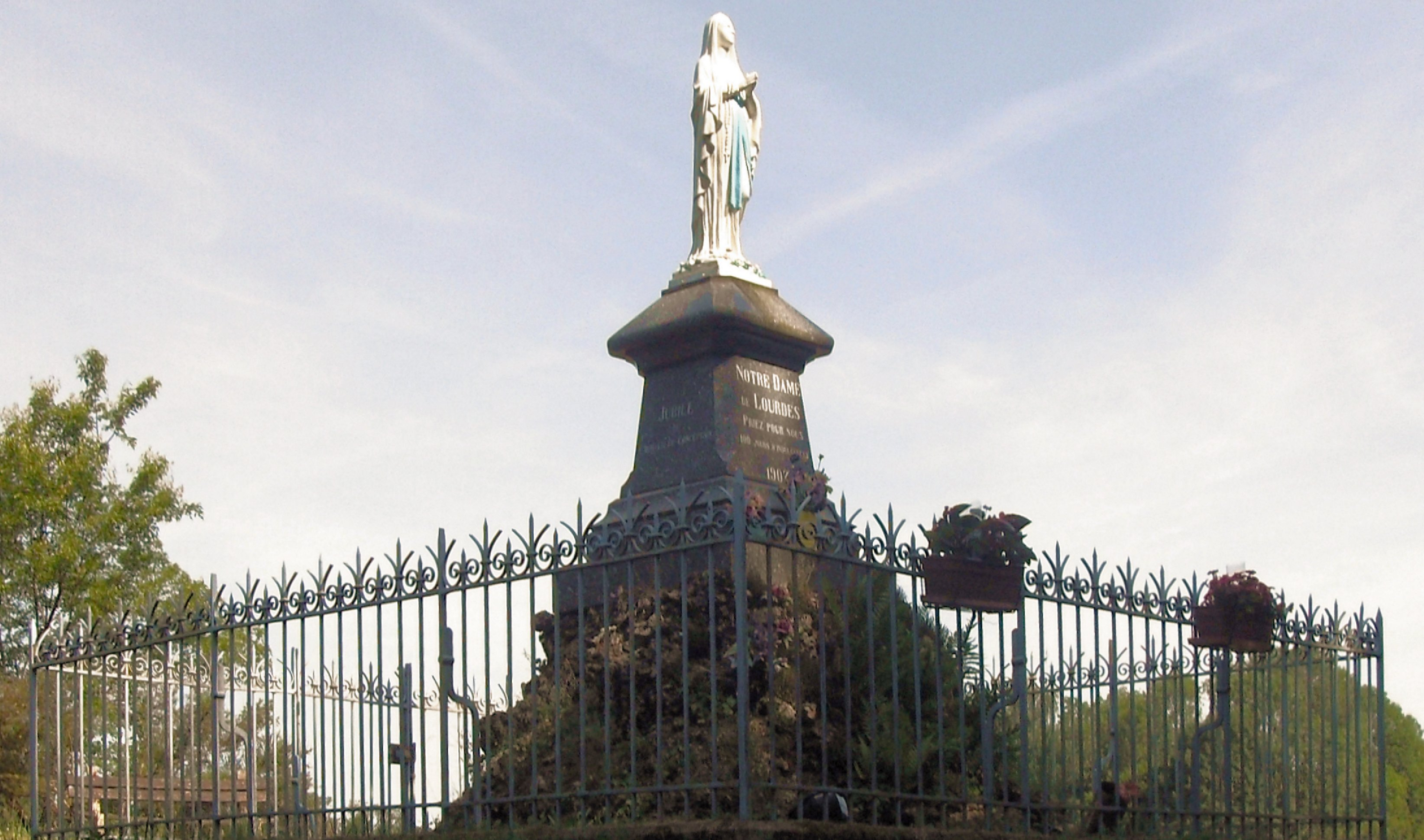
Marien-Calvaire auf dem Hügel Haut de la Côte

Zu den Natursehenswürdigkeiten der Region zählen die Pierre Mourey (ein Findling aus den Vogesen) und die vielen kleinen Seen, Heidelandschaften und Moore.

## Bevölkerung
| Jahr                       | 1962 | 1968 | 1975 | 1982 | 1990 | 1999 | 2006 | 2017 |
| Einwohner                  | 135  | 120  | 94   | 87   | 96   | 94   | 120  | 136  |
| Quellen: Cassini und INSEE |      |      |      |      |      |      |      |      |

Mit 129 Einwohnern (Stand 1. Januar 2022) gehört Les Fessey zu den kleinen Gemeinden des Départements Haute-Saône. Nachdem die Einwohnerzahl in der ersten Hälfte des 20. Jahrhunderts deutlich abgenommen hatte (1886 wurden noch 318 Personen gezählt), wurde seit Beginn der 1980er Jahre wieder ein leichtes Bevölkerungswachstum verzeichnet.

## Wirtschaft und Infrastruktur
Les Fessey ist noch heute ein vorwiegend durch die Landwirtschaft (Ackerbau, Obstbau und Viehzucht), die Forstwirtschaft und die Fischzucht geprägtes Dorf. Außerhalb des primären Sektors gibt es nur wenige Arbeitsplätze im Ort. Einige Erwerbstätige sind deshalb Wegpendler, die in den größeren Ortschaften der Umgebung ihrer Arbeit nachgehen.
Die Ortschaft liegt abseits der größeren Durchgangsachsen an einer Departementsstraße, die von Breuchotte nach La Voivre führt. Weitere Straßenverbindungen bestehen mit Sainte-Marie-en-Chanois und La Corbière.